# Sandregenpfeifer

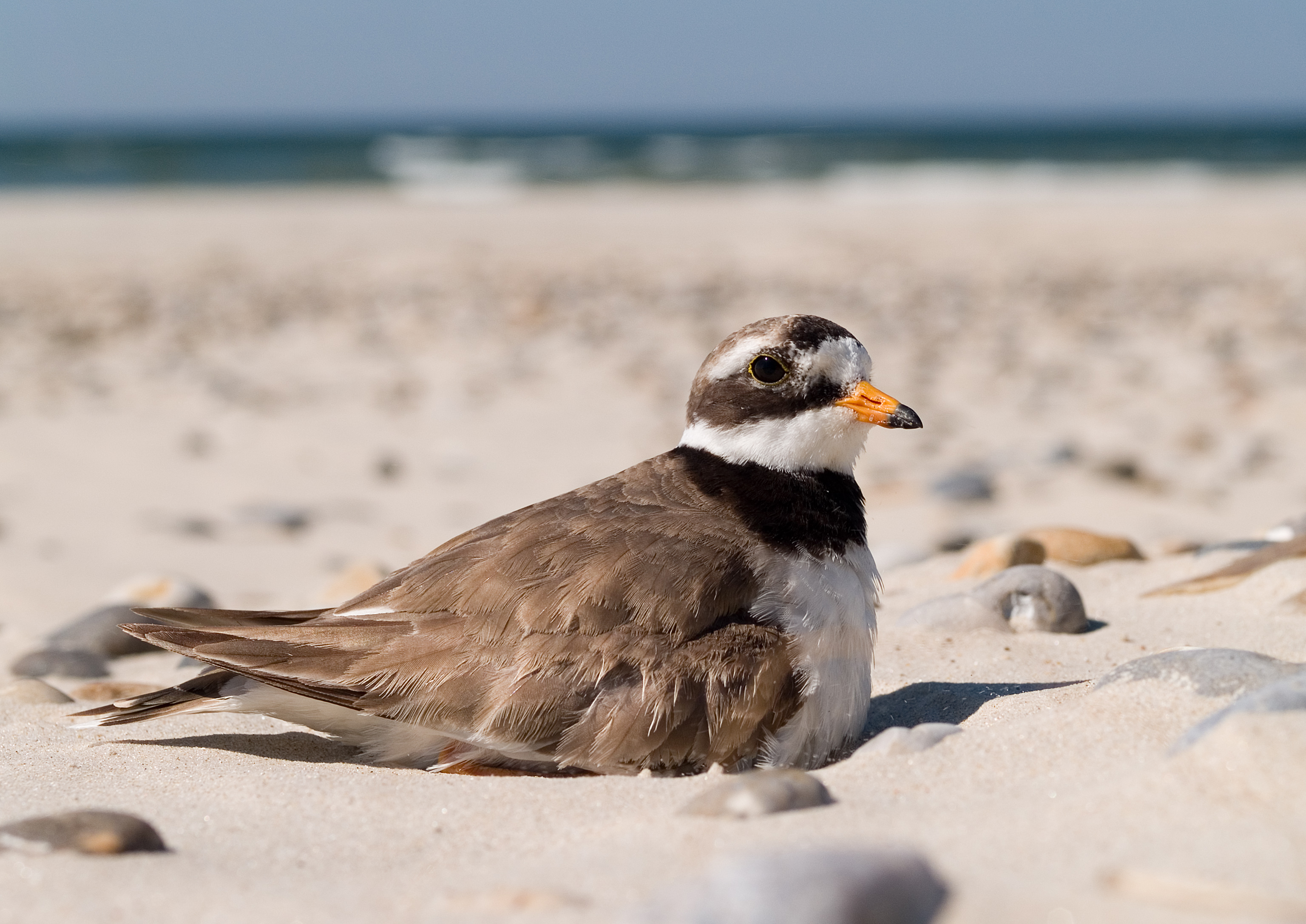
Brütendes Weibchen (Prachtkleid)

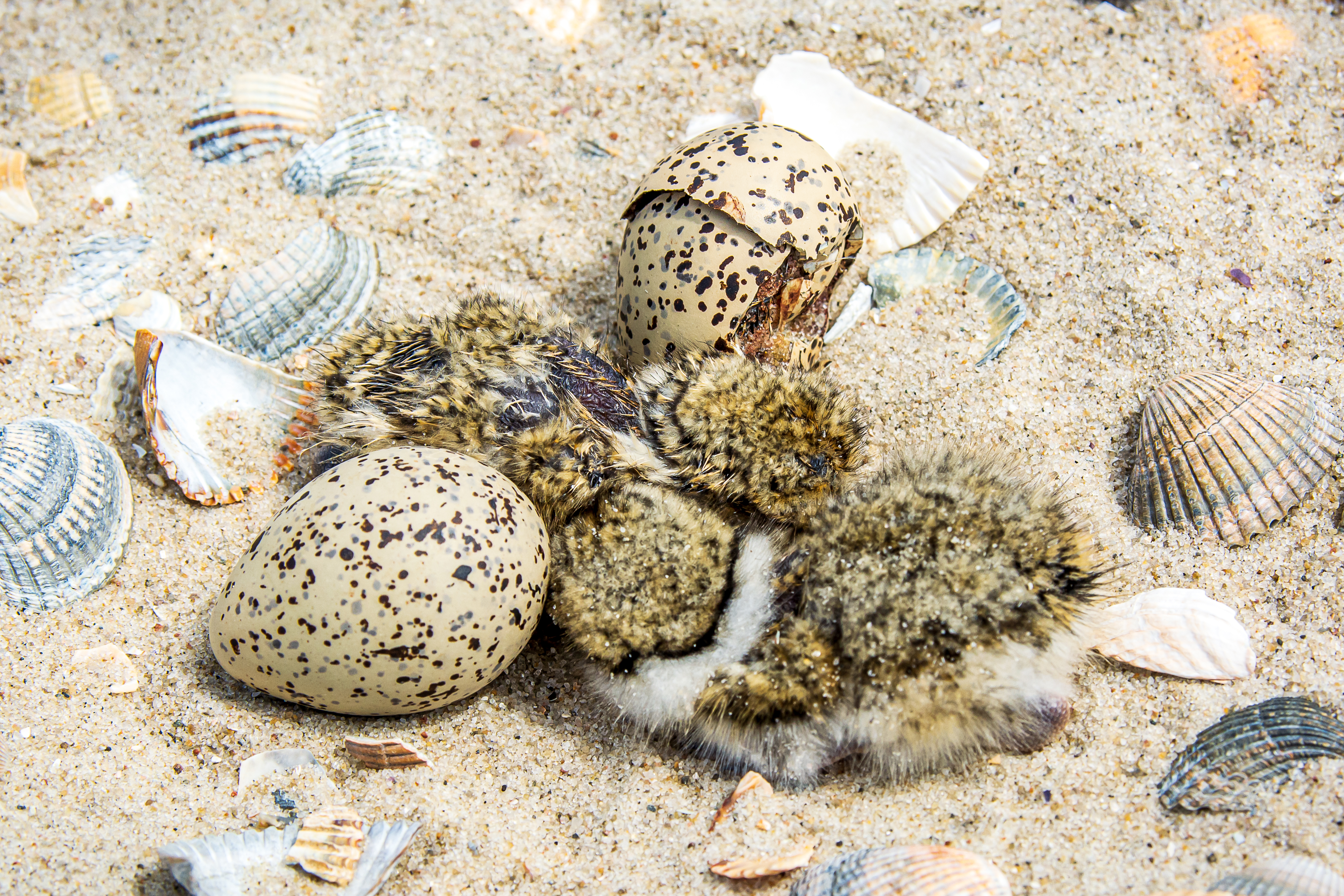
Eier und frisch geschlüpfte Küken des Sandregenpfeifers

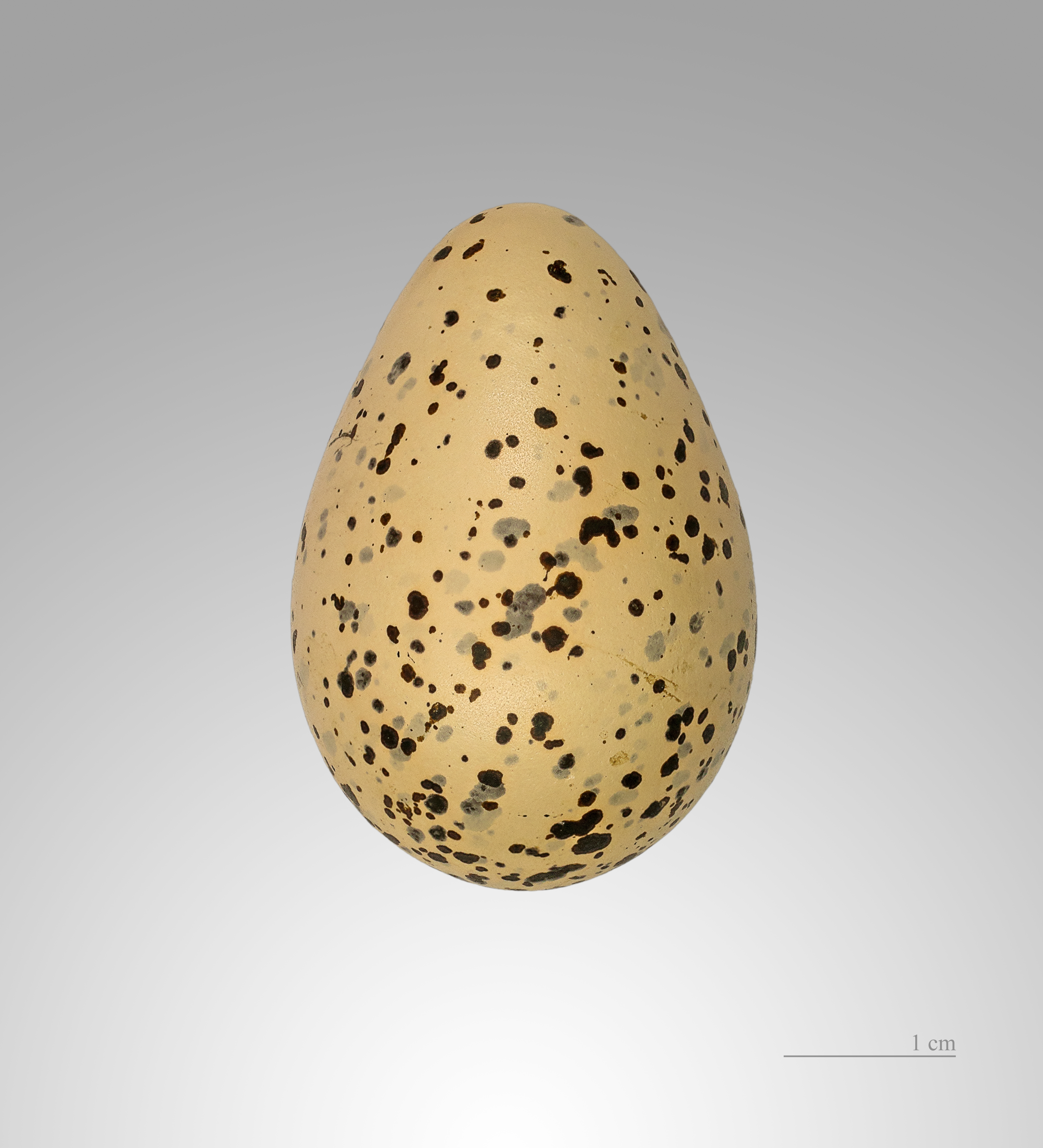
Charadrius hiaticula

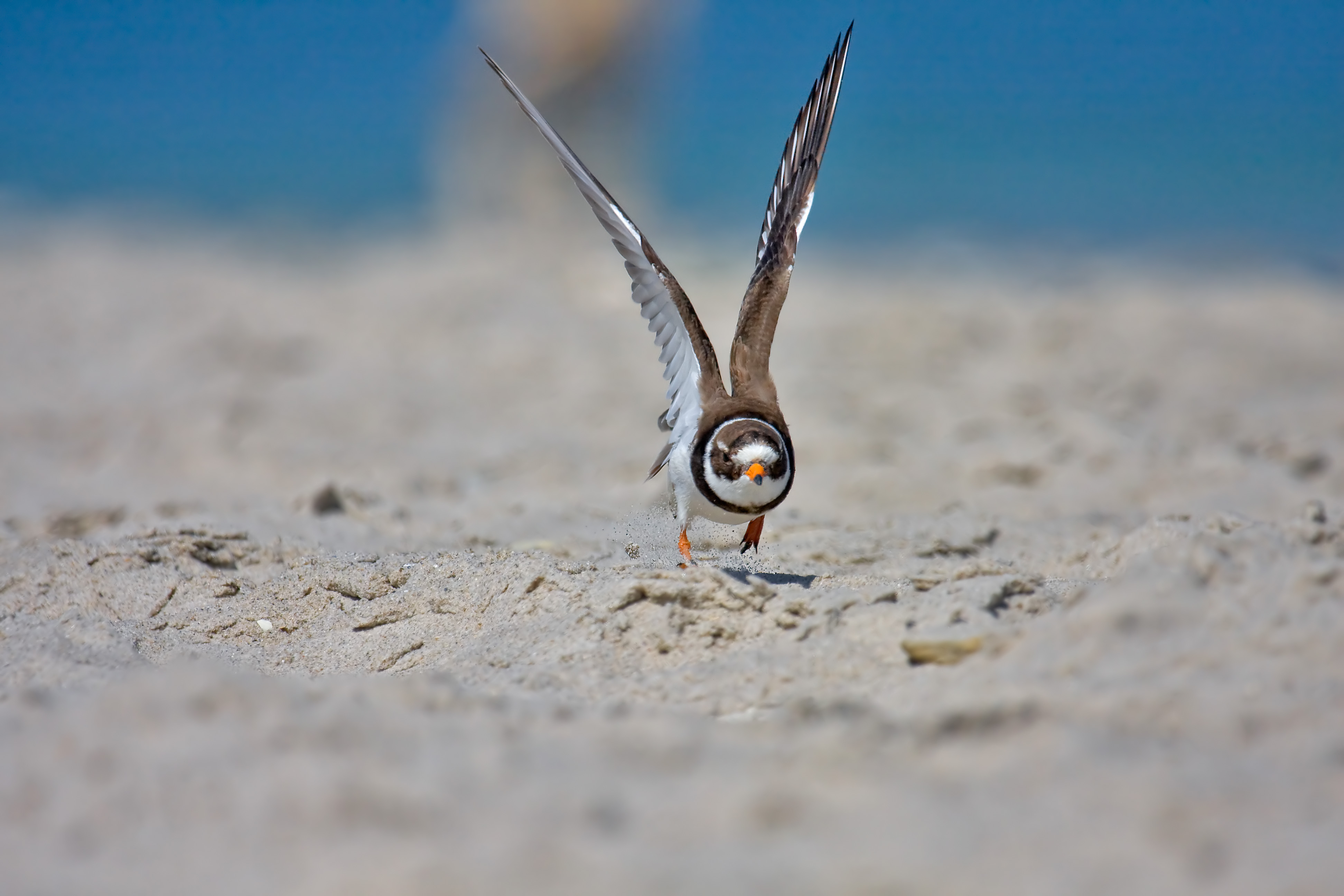
Startender Sandregenpfeifer

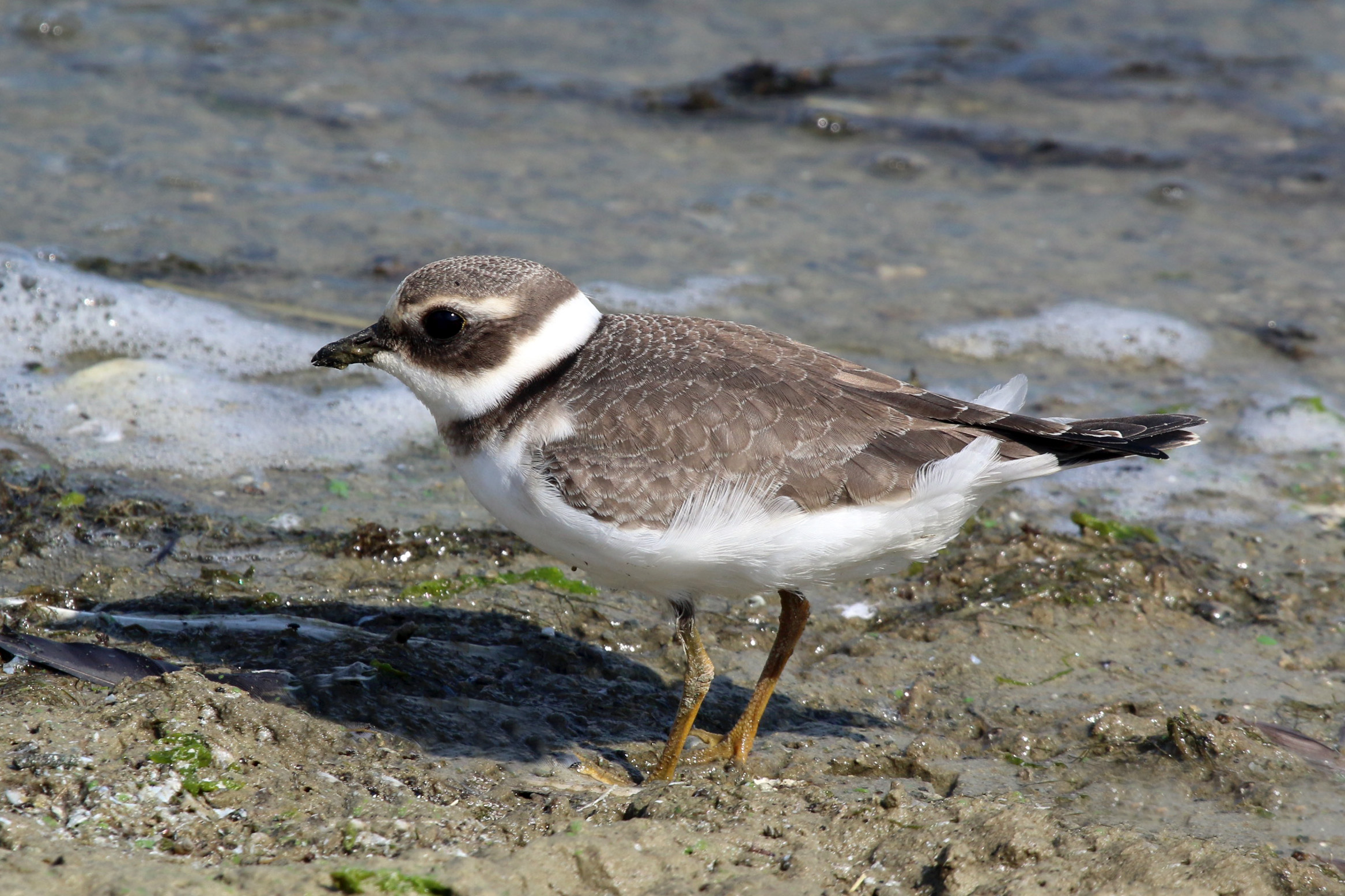
Jugendkleid

Der Sandregenpfeifer (Charadrius hiaticula) ist eine Vogelart aus der Familie der Regenpfeifer (Charadriidae). Er ist ein Brutvogel im Norden Europas, Asiens, Süd- und Nordamerikas. In Mitteleuropa brütet er im Küstengebiet der Nord- und Ostsee. Wegen der großen Zahl an Sandregenpfeifern, die sich auf dem Frühjahrszug im Wattenmeer vor der schleswig-holsteinischen Küste versammeln, gilt diese Region als der wichtigste Rastplatz dieser Art. Im Binnenland ist er besonders im April und Mai sowie von August bis Oktober ein Durchzieher.
Es werden drei nur gering differenzierte Unterarten unterschieden, die sich vor allem in ihrem Mauserrhythmus unterscheiden.

## Beschreibung
Der Sandregenpfeifer sieht seinem Verwandten, dem Flussregenpfeifer, sehr ähnlich. Der Sandregenpfeifer ist allerdings ein wenig größer und kräftiger. Ein ausgewachsener Sandregenpfeifer wird 18 bis 20 cm groß und wiegt 40 bis 80 g. Die Flügelspannweite ist 40 bis 55 cm. Der Sandregenpfeifer kann bis 11 Jahre alt werden. Ausnahmsweise werden Vögel dieser Art aber auch deutlich älter, wie Wiederfunde beringter Tiere belegen: Ein auf den britischen Inseln gekennzeichneter Sandregenpfeifer erreichte ein Alter von 20 Jahren und neun Monaten, ein in Deutschland gekennzeichnetes Tier 14 Jahre und acht Monate.
Sein Rücken ist graubraun und seine Unterseite ist weiß gefärbt. Der kurze Schnabel ist vorne dunkel und hinten gelb gefärbt. Seine Beine weisen eine gelbliche und die Augen eine schwarze Färbung auf. Der vordere Teil vom Kopf ist schwarz-weiß gezeichnet. Außerdem besitzt der Sandregenpfeifer ein breites schwarzes Halsband. Anders als der Flussregenpfeifer hat der Sandregenpfeifer eine weiße Flügelbinde, die man deutlich im Flug erkennen kann. Männchen und Weibchen sind ähnlich gefärbt, wobei Kopfmarkierung und Brustband der Weibchen oft viel Braun enthält.

## Lebensraum
Das Verbreitungsgebiet des Sandregenpfeifers erstreckt sich vom Nordosten Kanadas über Grönland, Island und die Tundrenzonen, die borealen Zonen und die gemäßigten Klimazonen Eurasiens bis an die Westküste des arktischen Nordamerikas. Die Nominatform Charadrius hiaticula hiaticula kommt von Südskandinavien über Island und Grönland bis zum Nordosten Kanadas vor. Die Unterart Charadrius hiaticula tundrae ist vom Norden Skandinaviens bis nach Sibirien verbreitet. Die Unterart Charadrius hiaticula psammodroma brütet im Nordosten Kanadas, auf Grönland, Island, den Faröern sowie auf Jan Mayen. Sie überwintert in West- und Südafrika.
Der Sandregenpfeifer lebt hauptsächlich an flachen, vegetationslosen Meeresküsten von Mittel- und Nordeuropa. An Gewässern im Binnenland ist er nur selten Gast. Sandregenpfeifer überwintern an den Küsten in West- und Südeuropa, auf dem afrikanischen Kontinent südlich der Sahara und im Südwesten Asiens. Bedeutende europäische Rast- und Überwinterungsplätze sind neben dem Wattenmeer der Nordsee unter anderem die Coto de Doñana, die Küste vor Isla Cristina, die Flussmündungen des Tejo und Sado, der Ria de Aveiro, die Bucht von Guissény, die Île de Ré und der Golf von Morbihan. Wichtige afrikanische Überwinterungsplätze sind der Turkana-See und die Banc d’Arguin.

## Ernährung
Der Sandregenpfeifer ernährt sich von Würmern, Schnecken, Krebstieren, Spinnen, Insekten und deren Larven. Ähnlich wie bei den meisten Regenpfeifern erfolgt die Nahrungsaufnahme in einem Rhythmus, der aus einem schnellen Laufen, einem abrupten Abstoppen und einem Picken besteht. Sehr häufig kommt es dabei zu einem Fußtrillern, bei dem der Vogel in rascher Folge auf der Stelle tritt. Dieses Verhalten dient vermutlich dazu, Beutetiere an die Oberfläche zu locken.

## Fortpflanzung
Sandregenpfeifer sind ausgesprochen territoriale Brutvögel und ähneln darin den Flussregenpfeifern. Ab März beginnen die Vögel ihre Brutreviere zu beziehen.
Sandregenpfeifer haben eine sehr ausgedehnte Fortpflanzungsperiode. Eiablagen können schon im März vorkommen. Die meisten Gelege werden jedoch im Mai gelegt. Sandregenpfeifer ziehen häufig zwei Bruten pro Jahr groß. Bei besonders günstigen Gegebenheiten kommt es vor, dass sie auch ein drittes Gelege erfolgreich aufziehen.
Sandregenpfeifer brüten gewöhnlich an der Meeresküste auf freien Kies-, Sand- und trockenen Schlickflächen. Weit seltener errichten sie ihr Nest an den Ufern von Binnengewässern oder auf Ödflächen. In Skandinavien brüten Sandregenpfeifer allerdings auch in der hochgelegenen Zwergstrauchtundra.
Das Nest ist eine mit winzigen Steinen ausgelegte Mulde am Boden, die vom Weibchen gescharrt wird. Es wird mit kleinen Steinchen, Pflanzenteilen, Muscheln und kleinteiligem Treibgut ausgelegt. Gelegentlich handelt es sich auch nur um eine einfache, ungepolsterte Vertiefung im Boden. Es findet sich häufig in der Nähe von Pflanzenhorsten und wird häufig auch unter einem solchen errichtet.
Das Weibchen legt vier sandfarbene, dunkel gefleckte Eier, die von beiden Partnern 23 bis 25 Tage lang gewärmt werden, bis die Küken schlüpfen.
Die Küken verlassen das Nest bereits kurz nach dem Schlüpfen. Ihre Nahrung finden sie bereits zu diesem Zeitpunkt selbständig. Sie werden jedoch von den adulten Vögeln bewacht und gehudert. Bei drohender Gefahr locken die Eltern, durch ein Verhalten namens Verleiten,
die Tiere in eine andere Richtung und versuchen so ihre Jungen zu schützen. Nach drei, vier Wochen sind die Jungvögel flügge. Sie sind bereits innerhalb des ersten Lebensjahres geschlechtsreif.

## Bestand und Gefährdung
Der europäische Brutbestand wird zu Beginn des 21. Jahrhunderts auf 120.000 bis 220.000 Brutpaare geschätzt. Länder mit mehr als 10.000 Brutpaaren sind unter anderem Grönland, Island, Norwegen, Russland und Schweden. An der Küste und den binnenländischen Tiefebenen von Belgien, den Niederlanden, Deutschland und Polen kommen insgesamt etwa 1.800 bis 2.600 Brutpaare vor.
Der Sandregenpfeifer gilt in Deutschland als vom Aussterben bedroht und ist in der Roten Liste in Kategorie 1 gelistet. Für Deutschland wird für das Jahr 2016 von 850 bis 950 Brutpaaren ausgegangen. Die Population zeigt dabei in den letzten 30 Jahren durchgehend deutliche Abnahmen. Als eine der wichtigsten Schutzmaßnahmen gilt der Schutz von Gelegen an touristisch genutzten Strandabschnitten.
Sandregenpfeifer gelten außerdem als eine der Arten, bei denen die Klimaerwärmung sich besonders deutlich auf die Verbreitung auswirken wird. Ein Forschungsteam, das im Auftrag der britischen Umweltbehörde und der Royal Society for the Protection of Birds (RSPB) die zukünftige Verbreitungsentwicklung von europäischen Brutvögeln auf Basis von Klimamodellen untersuchte, geht davon aus, dass bis zum Ende des 21. Jahrhunderts zwei Drittel des aktuellen Verbreitungsgebietes für diese Art keine geeigneten Lebensräume mehr bieten. Das gilt unter anderem für die Brutgebiete in Polen, den baltischen Staaten, dem südlichen Teil Großbritanniens und Fennoskandinaviens sowie der Küste Frankreichs und der Nordsee. Im Norden Europas bieten auf Grund der Klimaerwärmung zwar unter anderem das Franz-Josef-Land neue Verbreitungsmöglichkeiten. Diese Arealausweitung im Norden kann jedoch die Arealverluste im Süden nicht kompensieren.

## Trivia
Der Asteroid des mittleren Hauptgürtels (8762) Hiaticula ist nach dem Sandregenpfeifer benannt (wissenschaftlicher Name: Charadrius hiaticula). Zum Zeitpunkt der Benennung des Asteroiden am 2. Februar 1999 befand sich der Sandregenpfeifer auf der niederländischen Roten Liste gefährdeter Arten.